# Lucinges
Lucinges (ou Lucinge) est une commune du département de la Haute-Savoie, dans la région Auvergne-Rhône-Alpes, en France.

## Géographie
Lucinges est située à 8 km d'Annemasse, sur la face sud des Voirons.

## Urbanisme

### Typologie
Au 1er janvier 2024, Lucinges est catégorisée ceinture urbaine, selon la grille communale de densité à sept niveaux définie par l'Institut national de la statistique et des études économiques en 2022.
Elle appartient à l'unité urbaine de Genève (SUI)-Annemasse (partie française), une agglomération internationale regroupant 34  communes, dont elle est une commune de la banlieue,,. Par ailleurs la commune fait partie de l'aire d'attraction de Genève - Annemasse (partie française), dont elle est une commune de la couronne,. Cette aire, qui regroupe 158 communes, est catégorisée dans les aires de 700 000 habitants ou plus (hors Paris),.

### Occupation des sols
L'occupation des sols de la commune, telle qu'elle ressort de la base de données européenne d’occupation biophysique des sols Corine Land Cover (CLC), est marquée par l'importance des forêts et milieux semi-naturels (49,8 % en 2018), en diminution par rapport à 1990 (52,9 %). La répartition détaillée en 2018 est la suivante : 
forêts (48,9 %), zones agricoles hétérogènes (24,7 %), zones urbanisées (13,5 %), terres arables (12 %), milieux à végétation arbustive et/ou herbacée (0,8 %).
L'IGN met par ailleurs à disposition un outil en ligne permettant de comparer l’évolution dans le temps de l’occupation des sols de la commune (ou de territoires à des échelles différentes). Plusieurs époques sont accessibles sous forme de cartes ou photos aériennes : la carte de Cassini (XVIIIe siècle), la carte d'état-major (1820-1866) et la période actuelle (1950 à aujourd'hui).

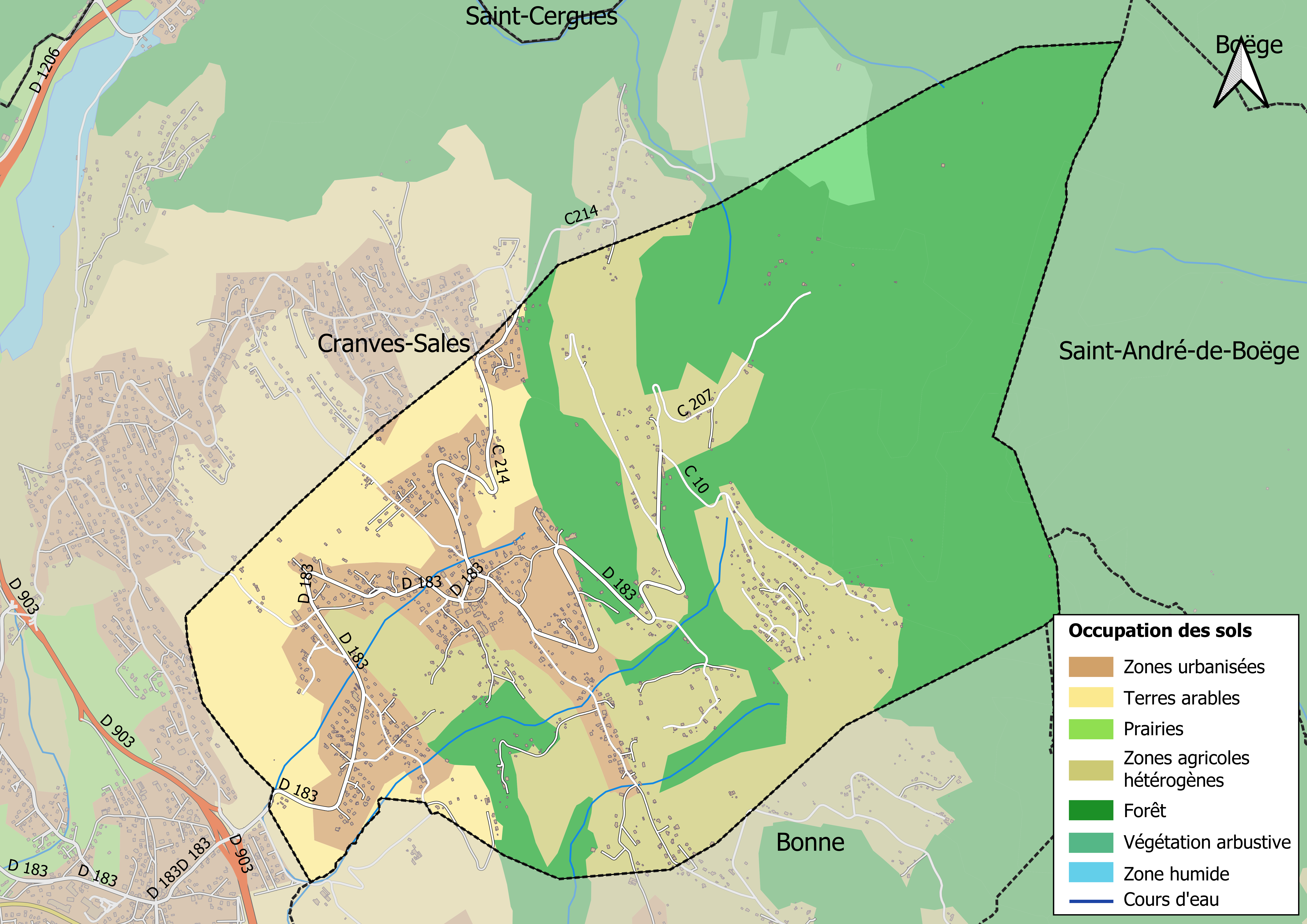
Carte des infrastructures et de l'occupation des sols en 2018 (CLC) de la commune.
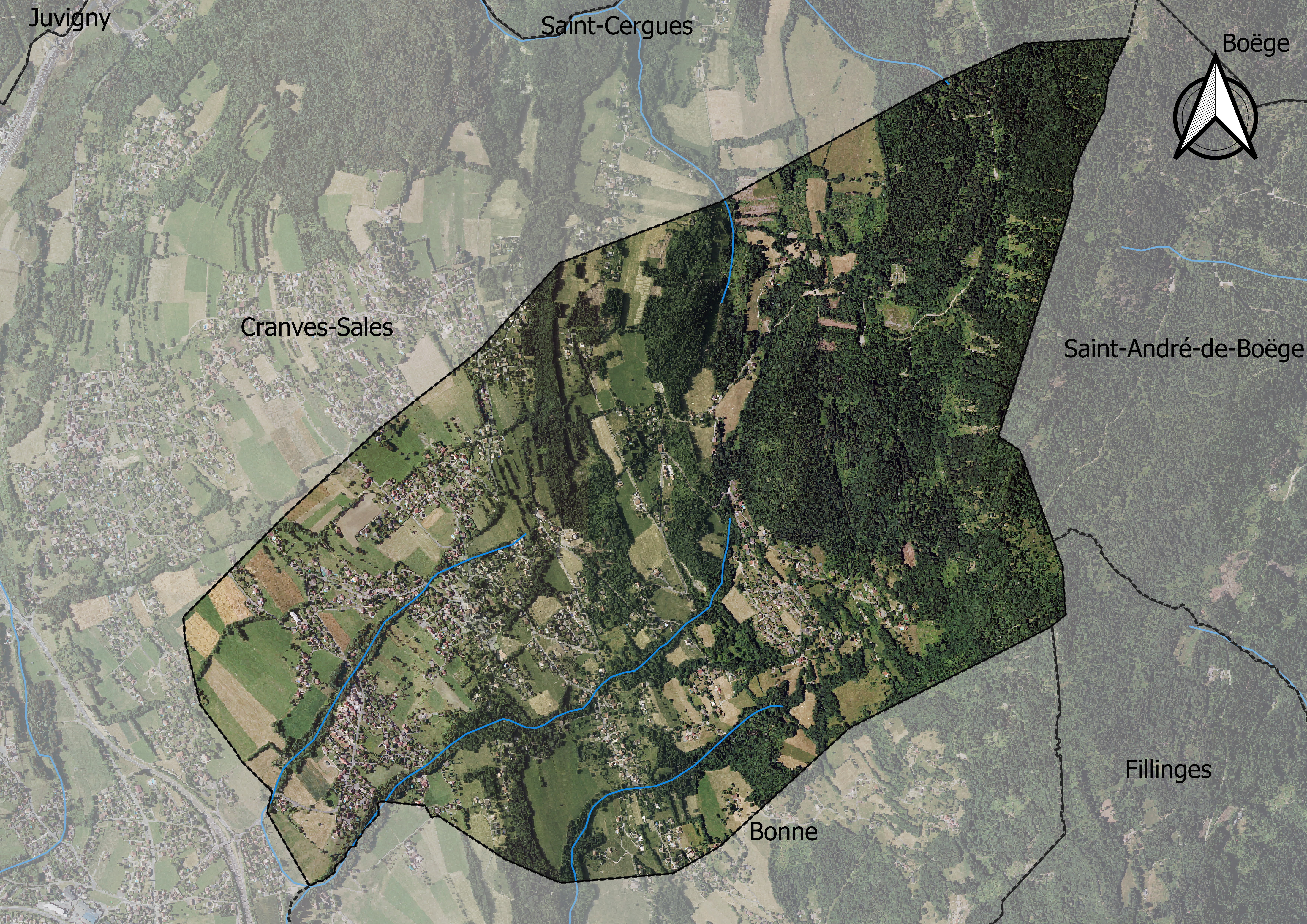
Carte orthophotogrammétrique de la commune.

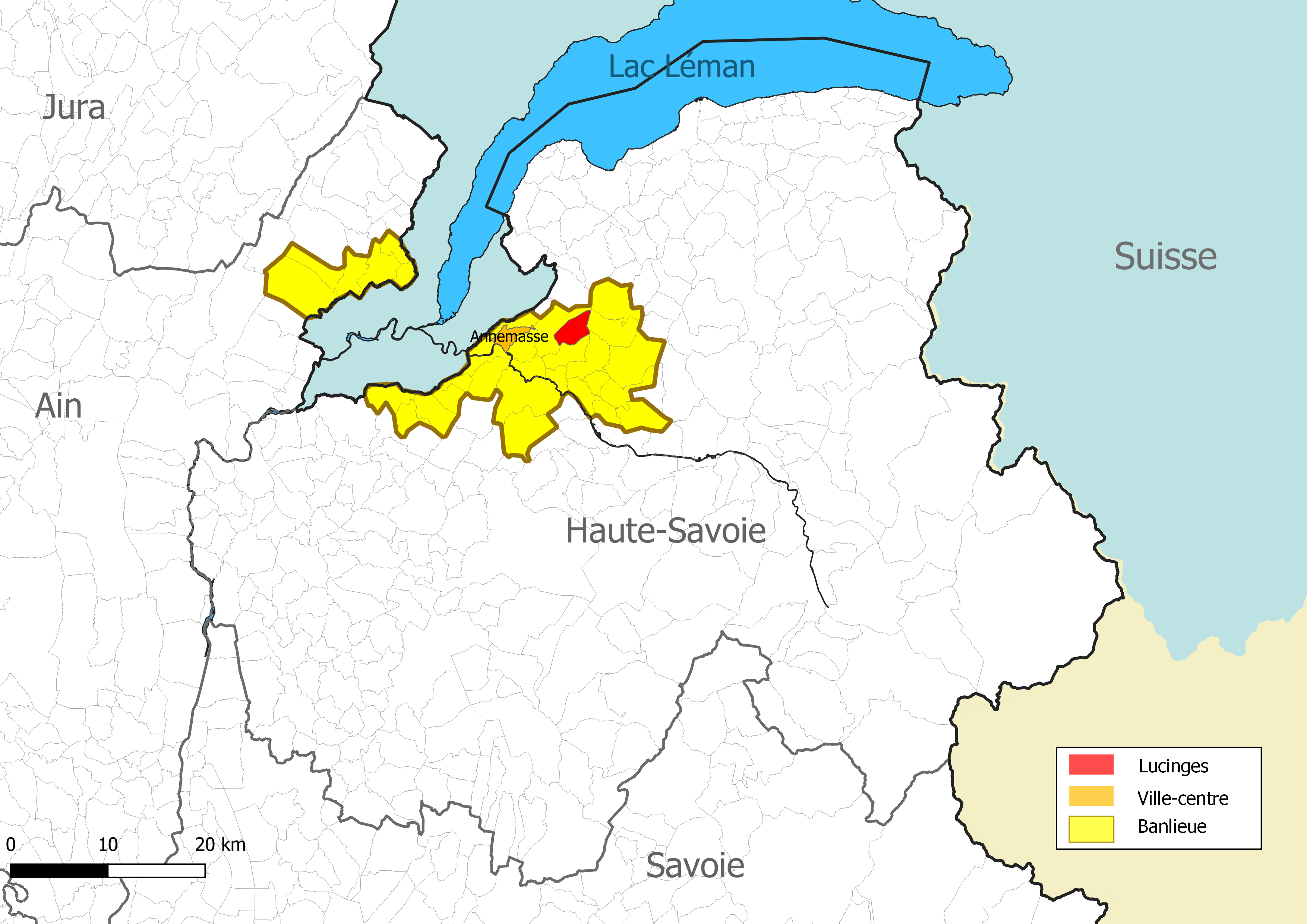
Carte de l'unité urbaine Genève (SUI)-Annemasse (partie française), avec localisation des communes de Lucinges et d'Annemasse (ville-centre).

## Toponymie
Lucinges se trouve dans les documents médiévaux sous les formes in Luciniango (991-1025), de Lusingo (1078-1120), Lucinju et Lucingio (1225) et Lucinge au début du XIVe siècle.
Le toponyme Lucinges dériverait, comme Loisin, Loisinges, Lucens, d'un nom d'origine burgonde,. Il proviendrait du primitif *Lausingos, « chez les Lausingi », lui-même dérivant d'un patronyme Lauso associé au radical laus, voulant dire « libre », selon l'auteur Théodore Perrenot. Théodore Perrenot note toutefois une origine différente pour Lucinges. Paul Guichonnet a pensé « que le toponyme en -inge remontaient à des noms gallo-romains en -anus, puis -icus ». Pour Lucinges, il y aurait eu un Lucianicus, ou une Villa Lucianicum comme a pu le penser Charles Marteaux (1861-1956) de l'Académie florimontane (Revue savoisienne, 1897). Le médiéviste suisse Paul Aebischer (1897-1977) considère que ces noms seraient des toponymes mixtes, dans la mesure où les Burgondes auraient été rapidement latinisés.
Il existe une autre hypothèse. La forme la plus ancienne attestée est Luciniango. Il s'agit d'un nom composé de la racine luc / lucini et du suffixe de localisation -ango / -ingo. La racine luco / lucini est très fréquente dans l'ère celtique pour désigner des noms propres et semble liée à un nom d'animal. Le candidat le plus probable est le lynx (luco en langue celte continentale, luchs en allemand, luks en indo européen, lusanunkh en arménien). Luciniango / Lucingio serait ainsi un nom gaulois signifiant : Le domaine des Lynx. Le massif des Voirons est considéré comme un habitat majeur pour le lynx.
En francoprovençal, le nom de la commune s'écrit Lefinzho, selon la graphie de Conflans.

## Histoire
Entre 1780 et 1837, Lucinges fait partie de la province de Carouge, division administrative des États de Savoie.
Lors des débats sur l'avenir du duché de Savoie, en 1860, la population est sensible à l'idée d'une union de la partie nord du duché à la Suisse. Une pétition circule dans cette partie du pays (Chablais, Faucigny, Nord du Genevois) et réunit plus de 13 600 signatures, dont 8 pour la commune,. Le duché est réuni à la suite d'un plébiscite organisé les 22 et 23 avril 1860 où 99,8 % des Savoyards répondent « oui » à la question « La Savoie veut-elle être réunie à la France ? ».

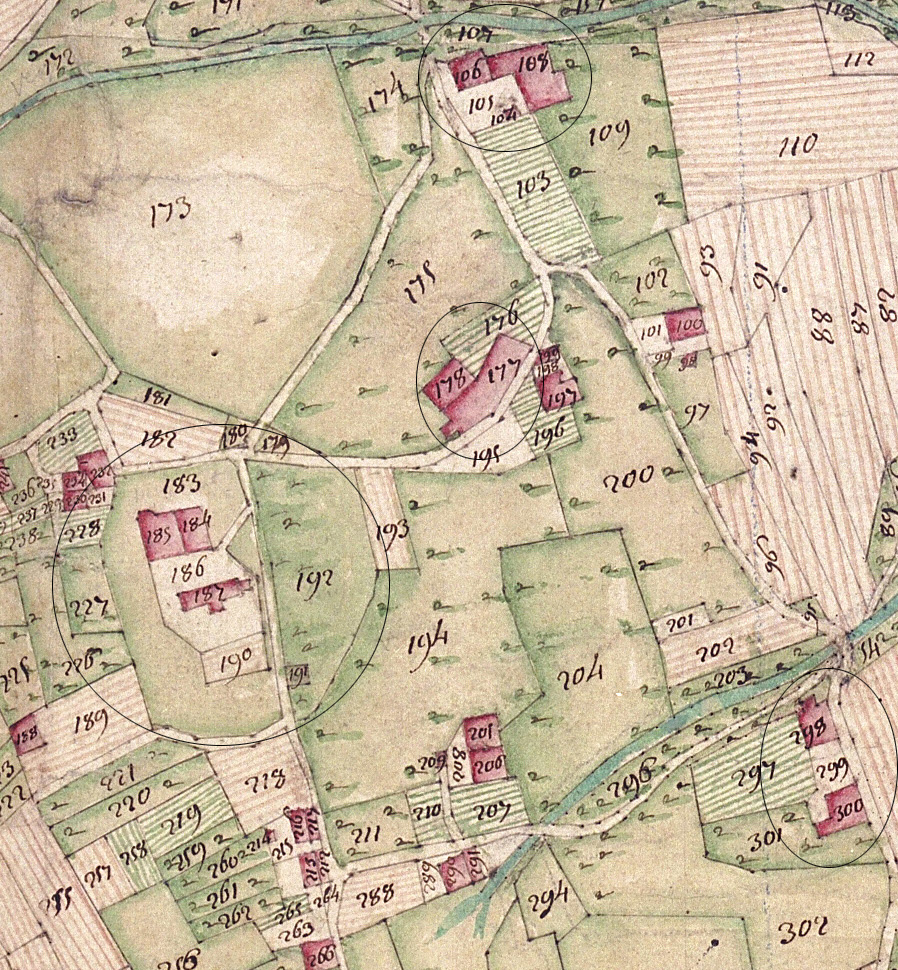
Châteaux et bourg en 1730.
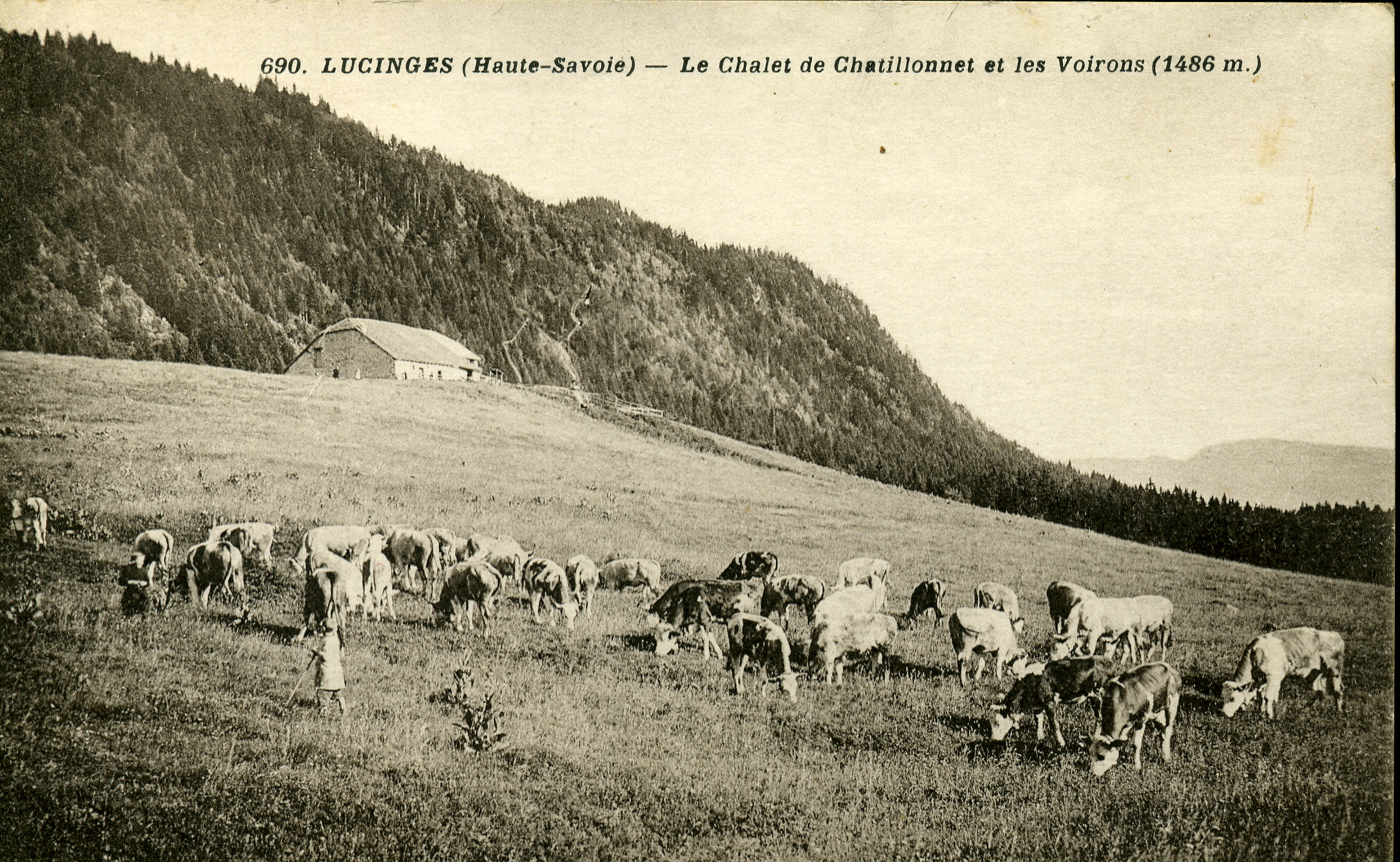
Chalet Châtillonnet vers 1922.

## Politique et administration

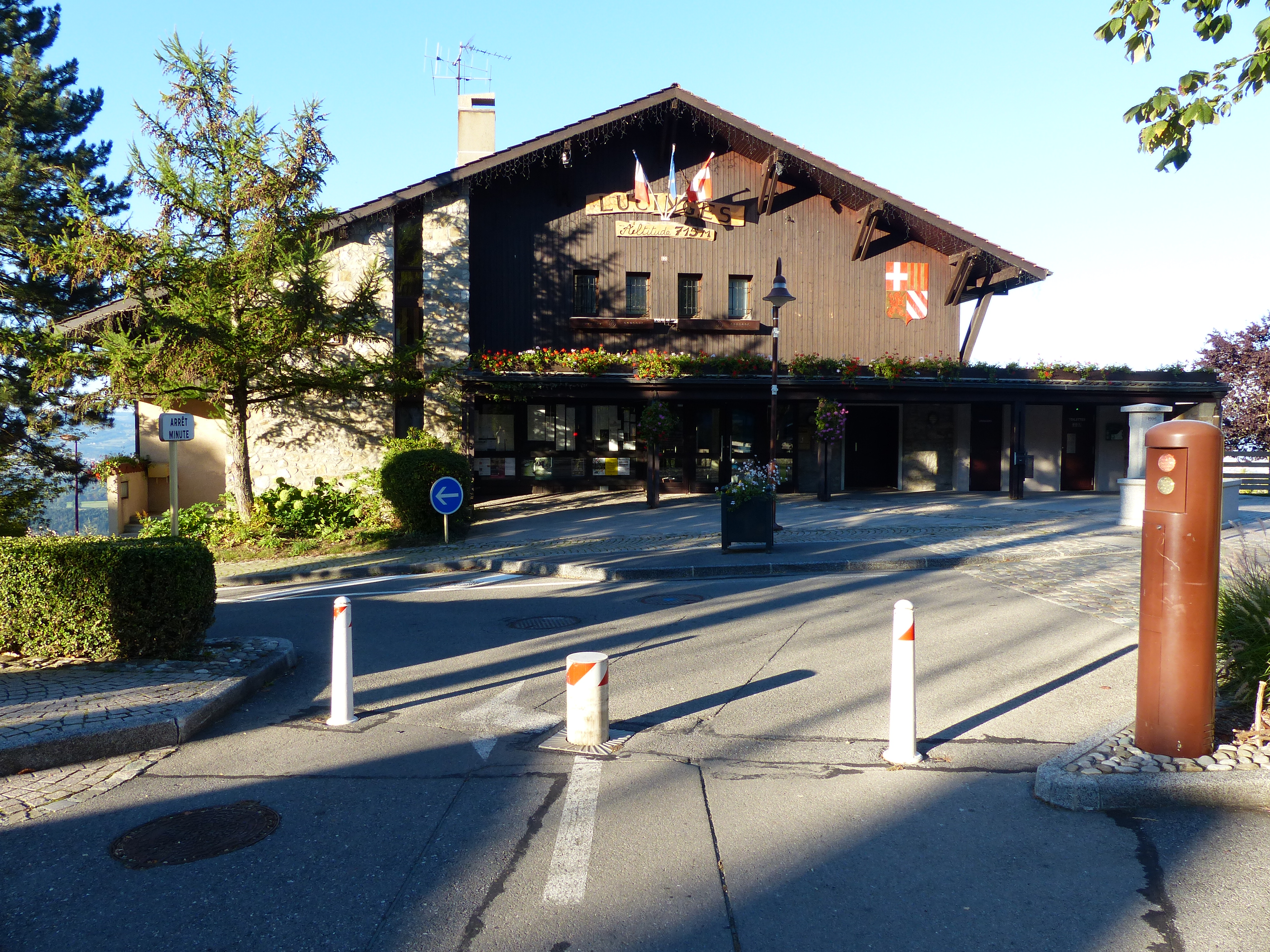
Mairie de Lucinges.

### Administration municipale
Le nombre d'habitants au dernier recensement étant compris entre 1 500 et 2 499, le nombre de membres du conseil municipal est de 19.

### Liste des maires
| Période                                  | Période                    | Identité              | Étiquette                | Qualité                            |
| ---------------------------------------- | -------------------------- | --------------------- | ------------------------ | ---------------------------------- |
| Les données manquantes sont à compléter. |                            |                       |                          |                                    |
| 1860                                     | 1871                       | Jean-François Briffod | Conservateur monarchiste | Cultivateur                        |
| 1871                                     | 1876                       | Marie Charrière       | ...                      | Cultivateur                        |
| 1876                                     | 1884                       | Jean Genoud           | ...                      | Cultivateur aubergiste             |
| 1884                                     | 1888                       | Alexis Gaillard       | Maire réactionnaire      | Cultivateur                        |
| 1888                                     | 1896                       | Jean Genoud           | ...                      | Cultivateur, aubergiste            |
| 1896                                     | 1900                       | Justin Gielly         | Maire Républicain        | Cultivateur                        |
| 1900                                     | 1904                       | Jean Gielly           | ...                      | Cultivateur, menuisier             |
| 1904                                     | 1908                       | Marie Tronchet        | ...                      | Cultivateur, négociant             |
| 1908                                     | 1909                       | Justin Gielly         | ...                      | Cultivateur                        |
| 1910                                     | 1919                       | Augustin Genoud       | Maire républicain        | Cultivateur                        |
| 1919                                     | 1944                       | Alexandre Plasson     | ...                      | Cultivateur                        |
| 1944                                     | 1947                       | Léon Janin            | ...                      | Hôtelier                           |
| 1947                                     | 1971                       | Marcel Batardon       | ...                      | Cultivateur                        |
| 1971                                     | 1989                       | Edouard Meynet        | MRP                      | Cultivateur                        |
| 1989                                     | 1995                       | Jean Charrière        | ...                      | Agriculteur..                      |
| 1995                                     | 2001                       | Michel Gorguet        | ...                      | PDG                                |
| 2001                                     | 2014                       | Jean-Pierre Bordet    | ...                      | Chef d'entreprise                  |
| 2014                                     | En cours (au 21 mars 2015) | Jean-Luc Soulat       | DVG                      | Directeur d'entreprise d'insertion |

## Démographie
L'évolution du nombre d'habitants est connue à travers les recensements de la population effectués dans la commune depuis 1793. Pour les communes de moins de 10 000 habitants, une enquête de recensement portant sur toute la population est réalisée tous les cinq ans, les populations de référence des années intermédiaires étant quant à elles estimées par interpolation ou extrapolation. Pour la commune, le premier recensement exhaustif entrant dans le cadre du nouveau dispositif a été réalisé en 2008.

En 2022, la commune comptait 1 709 habitants, en évolution de +4,65 % par rapport à 2016 (Haute-Savoie : +6,01 %, France hors Mayotte : +2,11 %).
| 1793 | 1800 | 1806 | 1822 | 1838 | 1848 | 1858 | 1861 | 1866 |
| ---- | ---- | ---- | ---- | ---- | ---- | ---- | ---- | ---- |
| 466  | 385  | 395  | 570  | 697  | 763  | 673  | 600  | 658  |

| 1872 | 1876 | 1881 | 1886 | 1891 | 1896 | 1901 | 1906 | 1911 |
| ---- | ---- | ---- | ---- | ---- | ---- | ---- | ---- | ---- |
| 595  | 589  | 608  | 568  | 575  | 553  | 577  | 559  | 522  |

| 1921 | 1926 | 1931 | 1936 | 1946 | 1954 | 1962 | 1968 | 1975 |
| ---- | ---- | ---- | ---- | ---- | ---- | ---- | ---- | ---- |
| 419  | 422  | 421  | 400  | 466  | 477  | 368  | 400  | 561  |

| 1982 | 1990 | 1999  | 2006  | 2008  | 2013  | 2018  | 2022  | - |
| ---- | ---- | ----- | ----- | ----- | ----- | ----- | ----- | - |
| 660  | 884  | 1 211 | 1 433 | 1 497 | 1 630 | 1 617 | 1 709 | - |

On voit l’apogée de la population rurale autour de 1850, le lent exode rural, le baby-boom après la Seconde Guerre mondiale, puis le fort accroissement dû à l’attractivité de Genève à partir des années 1980.

## Économie
La commune dispose d'un réseau de chaleur alimenté au bois-énergie, qui dessert des logements et des bâtiments municipaux. L'ensemble du dispositif ForestEner, inauguré en 2018, est géré par la collectivité avec une part du financement fourni par des citoyens et une autre par Énergie Partagée,.

## Culture et patrimoine

### Lieux et monuments

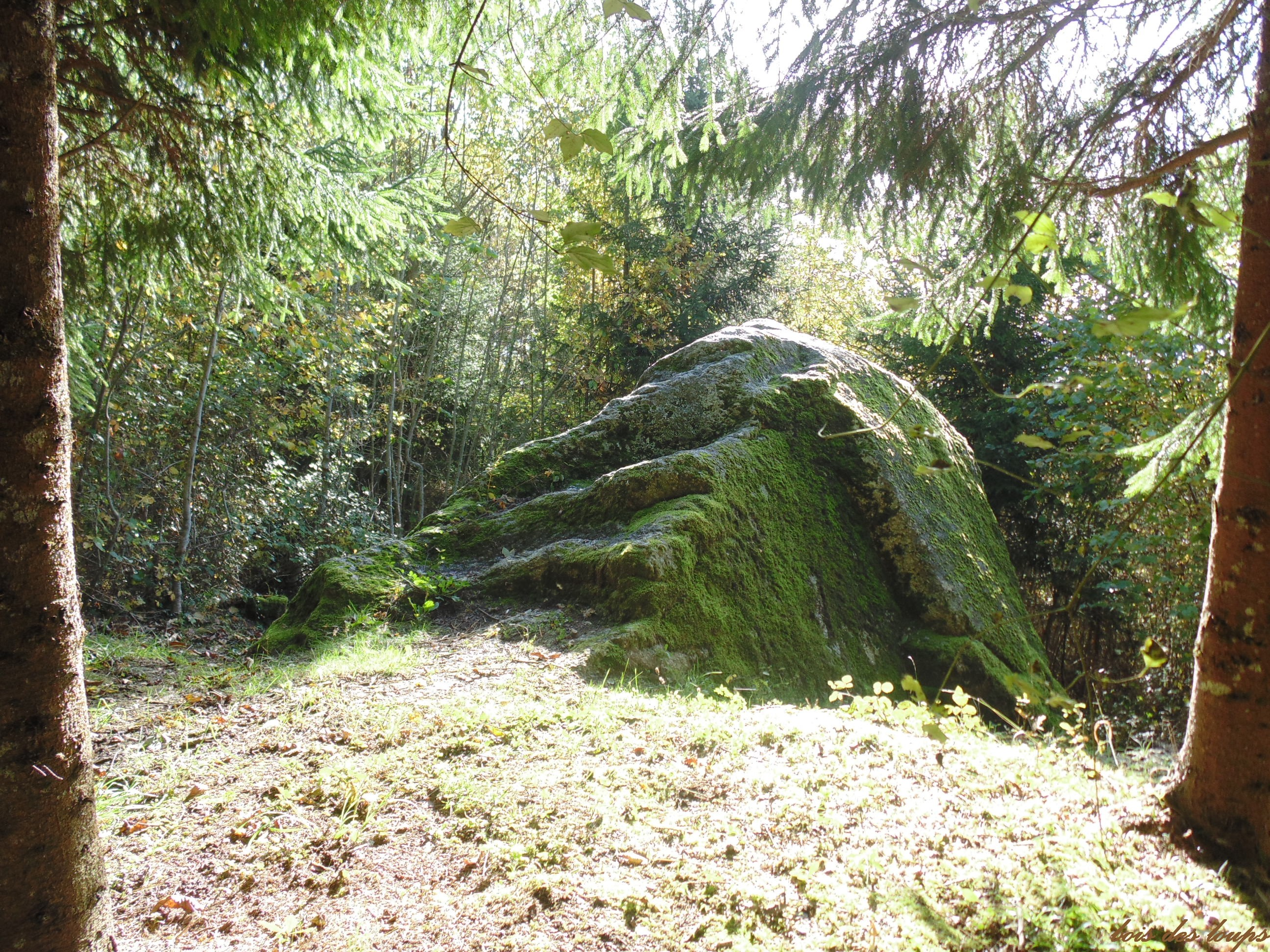
Bloc erratique de la commune de Lucinges qui porte le nom de son propriétaire, Henri de Saussure.

- Maison forte de Lucinge (maison forte, XIIe siècle)[28].
- Église Saint-Étienne, nouvelle église édifiée au XIXe siècle, dans un style néo-gothique[28]. Restauration en 2013.
- Bloc erratique ou bloc de la Follieuse, du nom du nant voisin. Ce bloc a été acheté à la fin du XIXe siècle par Henri de Saussure, naturaliste genevois, petit-fils d'Horace-Bénédict de Saussure (ethnographe et premier explorateur du massif du Mont Blanc). Ces blocs erratiques jalonnaient abondamment la vallée et servaient de carrière pour toute la région genevoise. Sciés en morceaux les uns après les autres, ils sont devenus rares et c'est pour en conserver un spécimen que celui-ci a été donné au club alpin genevois.

### Personnalités liées à la commune
- Famille de Lucinge, branche cadette des sires de Faucigny.
- Michel Butor, écrivain, résident. Sa maison est rachetée par la communauté d'agglomération Annemasse Agglo pour en faire une résidence d'artistes[29]. Il est enterré dans la commune.
- René Lejeune, intellectuel et auteur chrétien engagé, résident.
- Pascal Diethelm, personnalité de la lutte contre le tabac, résident.
- Marvin O'Connor, rugbyman professionnel évoluant actuellement au Stade Français.

### Héraldique
| Blason de Lucinges | Blason  | Écartelé : au premier de gueules à la croix d'argent, au deuxième palé d'or et de gueules, au troisième d'or au lion contourné de gueules, au quatrième bandé d'argent et de gueules de gueules à la croix d'argent représente la Savoie ; palé d'or et de gueules le Faucigny, bandé d'argent et de gueules la famille de Faucigny-Lucinge |
| Blason de Lucinges | Détails | adopté par délibération du conseil municipal du 24 octobre 2002 |